# Утинка (река)
Утинка — река в России, левый приток Кордяги (бассейн Волги). Протекает в Кирово-Чепецком и Зуевском районах Кировской области. Устье реки находится в 29 км по левому берегу Кордяги. Длина реки составляет 17 км.

## Течение
Исток реки на Красногорской возвышенности в Кирово-Чепецком районе в 5 км к северо-западу от села Рябово. Река течёт на северо-восток, русло извилистое. Верхнее течение проходит по Кирово-Чепецкому району, затем река перетекает в Зуевский район. Течение проходит по ненаселённой местности, именованных притоков Утинка не имеет, впадает в Кордягу напротив села Мудрово. Высота устья — 133,9 м над уровнем моря.

## Данные водного реестра
По данным государственного водного реестра России относится к Камскому бассейновому округу, водохозяйственный участок реки — Чепца от истока до устья, речной подбассейн реки Вятка. Речной бассейн реки — Кама.